# Lene Maria Christensen
Lene Maria Christensen, född 10 april 1972 i Hillerød, Danmark, är en dansk skådespelare.
Christensen har bland annat medverkat i filmen Fruktansvärt lycklig där hon spelade en av huvurollerna Ingerlise Buhl. För denna prestation belönades hon med ett Robertpris för bästa kvinliga huvudroll. I TV-serien Begravda hemligheter spelade hon huvudrollen Ester Toksvig. I filmen Honey spelade hon Sanne, också det en av huvudrollerna.

## Filmografi
- 2003 – Försvarsadvokaterna (TV-serie)
- 2007 – Guldhornene
- 2008 – Fruktansvärt lycklig
- 2013 – Dicte (TV-serie)
- 2014 – Arvingarna (TV-serie)
- 2025 – Honey
- 2025 – Begravda hemligheter (TV-serie)